# 3 de setembre
El 3 de setembre és el dos-cents quaranta-sisè dia de l'any del calendari gregorià i el dos-cents quaranta-setè en els anys de traspàs. Queden 119 dies per finalitzar l'any.

## Esdeveniments
Països Catalans
- 1450 - Alfons el Magnànim signa el privilegi per a la creació de l'Estudi General de Barcelona, la quarta universitat de Catalunya després de les de Lleida, Perpinyà i Girona.[1]
- 1713 - Terrassa, Principat de Catalunya: les tropes borbòniques, durant la Guerra de Successió, ocupen la vila, la incendien i la saquegen durant tres dies.[2]
- 1933 - Cambrils, Principat de Catalunya: s'inicien les obres de la primera gran transformació del port de Cambrils.[3]
- 1992 - Barcelona, Badalona, Mollet: Comencen els Jocs Paralímpics d'Estiu 1992.[4]
- 2012 - Sant Pere de Torelló, Principat de Catalunya: s'aprova, en un ple extraordinari obert a la població, una moció de declaració d'independència de Catalunya[5]

Resta del món
- 301 - San Marino, un dels estats més petits del món, i la república més antiga del món encara en existència, és fundat per sant Marí el Diaca.
- 590 - Estats Pontificis: Gregori I, impulsor del cant gregorià, és elegit papa.
- 1189 - Westminster, Londres, Regne d'Anglaterra: hi coronen Ricard I.
- 1260 - Palestina: Els mongols són derrotats pels mamelucs en la batalla d'Ayn Jalut, fet que marcà l'inici del declivi de l'imperi Mongol, en el seu moment de màxima expansió.
- 1450 - Torre del Greco (Regne de Nàpols): Alfons el Magnànim signa el privilegi per a la fundació de l'Estudi General de Barcelona.[6]
- 1650 - Regne d'Anglaterra: Les tropes d'Oliver Cromwell guanyen les tropes monàrquiques en la batalla de Dunbar.[7]
- 1725 - Hannover (Baixa Saxònia): Gran Bretanya, França i Prússia signen l'Aliança de Hannover, un acord militar defensiu en resposta del Tractat de Viena (entre Espanya i el Sacre Imperi Romanogermànic que pretenia retornar Gibraltar i Maó a mans espanyoles.
- 1783 - París, França: s'hi signa el tractat homònim que acaba la Guerra de la Independència dels Estats Units i que comporta que Menorca retorni a ser espanyola.
- 1792 - Washington DC, Estats Units: Es col·loca la primera pedra de la Casa Blanca.
- 1939 - Segona Guerra Mundial: El Regne Unit i França declaren la guerra a Alemanya, després que aquesta última envaeix Polònia.
- 1943 - Cassibile: Giuseppe Castellano, plenipotenciari de Víctor Manuel III d'Itàlia, signa l'Armistici de Cassibile.
- 1971 - Qatar s'independitza del Regne Unit.[8]
- 1976 - el planeta Mart: la nau Viking 2 hi aterra i hi fa fotografies.
- 2004 - Beslan, Ossètia del Nord, Federació Russa: l'exèrcit rus assalta l'escola segrestada per radicals txetxens des de feia dos dies, amb un balanç de gairebé mig miler de morts.
- 2005 - Daimiel, Ciudad Real: es detecta un Brot de shigel·losi amb 146 afectats.
- 2006 - Japó: La selecció espanyola de bàsquet, guanya la medalla d'or al Campionat del Món de bàsquet masculí.

## Naixements
Països Catalans
- 1885 - València: Rafael Benedito Vives, compositor i pedagog musical valencià.[9]
- 1924 - Barcelona: Jordi Sarsanedas, escriptor català.[10]
- 1947 - Barcelona: Montserrat Colldeforns i Sol, política i economista catalana, diputada al Congrés dels Diputats.[11]
- 1967 - Terrassa: Anna Maiques i Dern, jugadora d'hoquei sobre herba catalana campiona olímpica, fisioterapeuta.[12]
- 1978 - Igualada: Alba Vergés i Bosch, política catalana.[13]
- 1983 - Barcelona: Aida Oset, actriu de televisió, cinema i teatre catalana.[14]

Resta del món
- 1499, Saint-Vallier (Droma), Regne de França: Diana de Poitiers, dama de la noblesa francesa.[15]
- 1734, Derby, Derbyshire (Anglaterra) Joseph Wright, pintor anglès (m. 1797).[16]
- 1856, Boston, Massachusetts, EUA: Louis Sullivan, arquitecte estatunidenc, ha estat anomenat el "pare de l'arquitectura Moderna.[17]
- 1568, Bolonya, Estats Pontificis: Adriano Banchieri, benedictí compositor, organista, teòric de la música i poeta italià.
- 1826, Estrasburg: Adolphe Sellenick, compositor i director d'orquestra francès.
- 1869, Chemnitz: Helene Funke, pintora expressionista alemanya (m. 1957).[18]
- 1875, Maffersdorf, Bohèmia, aleshores part de l'Imperi Austrohongarès: Ferdinand Porsche, enginyer austríac fundador i creador de l'oficina de projectes automobilística alemanya Porsche.[19]
- 1859, Castras, Llenguadoc: Jean Jaurès, dirigent i polític francès.[20]
- 1869, Ljubljana, Imperi Austrohongarès: Fritz Pregl, químic, Premi Nobel de Química de 1923.[21]
- 1878, Ealing, RU, Dorothea Douglass Lambert Chambers, tennista britànica, guanyadora en set ocasions del Torneig de Wimbledon (m. 1960).[22]
- 1896, Elna, Rosselló: Yvonne Boachon-Joffre, escriptora i novel·lista nord-catalana.[23]
- 1899, Traralgon, Austràlia: Frank Macfarlane Burnet, viròleg i biòleg australià, Premi Nobel de Medicina o Fisiologia de 1960.[24]
- 1905, Nova York, EUA: Carl David Anderson, físic estatunidenc, Premi Nobel de Física de 1936.[25]
- 1907, Osca: Encarnación Fuyola, mestra, militant comunista i activista antifeixista, exiliada a Mèxic (m. 1972).[26]
- 1911, Valparaíso: Laura Allende Gossens, política xilena (m. 1981).[27]
- 1913, Hot Springs, Arkansas (EUA): Alan Ladd, actor estatunidenc (m. 1964).[28]
- 1926: 
  - Chiliomodi, Corint, Grècia: Irene Papas, actriu de cinema i teatre i cantant grega.[29]
  - Chicago: Alison Lurie, escriptora estatunidenca i investigadora de la moda (m. 2020).[30]
- 1938, Kōbe, Japó: Ryōji Noyori, químic japonès, Premi Nobel de Química de l'any 2001.[31]
- 1940: 
  - Montevideo: Eduardo Galeano, periodista i escriptor uruguaià.[32]
  - Exmouth, Devon, Anglaterra: Pauline A. Collins, actriu anglesa.[33]
- 1947, Roma (Itàlia): Mario Draghi, economista italià, President del Consell de Ministres d'Itàlia (2021).
- 1948, Rostov del Don: Lyudmila Karachkina, astrònoma ucraïnesa.[34]
- 1956, Londres, Anglaterra: Stephen Woolley, productor i director britànic.
- 1963, Fareham, Hampshire, Anglaterra: Malcolm Gladwell escriptor canadenc.[35]
- 1965, Nova York, Estats Units: Charlie Sheen, és un actor estatunidenc.
- 1971, Chandigar, Índia: Kiran Desai, escriptora índia. La seva novel·la L'herència de la pèrdua va guanyar el Premi Man Booker i el premi del National Book Critics Circle.[36]
- 1988, Las Palmas de Gran Canària, Espanya: Carla Suárez Navarro, jugadora de tennis professional espanyola.[37]
- 2003, San Francisco, Estats Units: Eileen Feng Gu, esquiadora acrobàtica xinesa nascuda als Estats Units.[38]

## Necrològiques
Països Catalans
- 1652 - Nàpols, Regne de Nàpols: Josep de Ribera, també conegut com lo Spagnoletto, pintor i gravador valencià del barroc (n. 1591).[39]
- 1973 - Praga: Josep Moix i Regàs, secretari general del PSUC, alcalde de Sabadell, director general de Treball i ministre de Treball al govern espanyol (n. 1898).[40]
- 1974 - Berga: Aurora Bertrana i Salazar, escriptora catalana.[41]
- 1982 - Palma: Cristina Valls Aguiló, actriu mallorquina (n. 1901).[42]
- 1993 - Vilassar de Dalt, Maresme: Josep Maria de Porcioles i Colomer, jurista, notari i polític català que fou alcalde de Barcelona (n. 1904).[43]
- 1998 - Barcelona: Elvira Jofre, actriu de teatre i de veu catalana (n. 1915).[44]
- 2008 - Taradell: Osona: Joan Segarra i Iracheta, futbolista català, jugador del FC Barcelona.
- 2011 - Vilafortuny, Cambrils: Júlia Bonet Fité, empresària andorrana (n. 1922).[45]
- 2014 - Barcelona: Josep Lloveras i Feliu, pintor i escultor català.
- 2017 - Barcelona: Joan Colom i Altemir fou un fotògraf català (n. 1921).[46]
- 2023 - M. Carme Junyent, lingüista catalana (n. 1955).[47]

Resta del món
- 1120 - Jerusalem: Gerard, noble europeu, fundador i primer gran mestre de l'Orde de Sant Joan de Jerusalem o de l'Hospital, i també fundador de l'Orde de Sant Llàtzer de Jerusalem (n. ca. 1035-1040).
- 1612 - Castrovirreyna (Perú): Isabel Barreto de Castro, navegant espanyola, considerada la primera almirall (n. 1567).[48]
- 1658 - Londres (Anglaterra): Oliver Cromwell, líder polític i militar anglès (n. 1599).[49]
- 1669 - Nájera (La Rioja, Espanya): Esteban Manuel de Villegas, poeta espanyol del Segle d'Or (n. 1589).
- 1856 - Melbourne, Austràlia: Nicolas-Charles Bochsa, compositor i arpista francès (n. 1789).[50]
- 1877 - Saint Germain de Laye (França): Adolphe Thiers, advocat, President de la República Francesa (1871-1873) (n. 1797).
- 1883 - Bourgival (França): Ivan Turguénev (en rus: Ива́н Серге́евич Турге́нев), escriptor, novel·lista i dramaturg, considerat el més europeista dels narradors russos del segle xix (n. 1818).[51]
- 1948 - Sezimovo Ústi (Txecoslovàquia): Edvard Beneš, polític txec, segon President de Txecoslovàquia (n. 1884).[52]
- 1955 - Los Angeles: Georgina Jones, tennista estatunidenca que va competir al tombant del segle xix (n. 1882).[53]
- 1962 - North Conway, Nou Hampshire (EUA): Edward Estlin Cummings, poeta, pintor, assagista i dramaturg dels Estats Units d'Amèrica (n. 1894).[54]
- 1963 - Londres (Anglaterra): Louis MacNeice, poeta i dramaturg irlandès (n. 1907).[55]
- 1965 - Annapolis (EUA): Mortimer Taube, documentalista estatunidenc (n. 1910).
- 1967 - Santa Monica, Califòrnia, Estats Units: James Dunn, actor estatunidenc.
- 1980: Cos Cob, Greenwich (Connecticut), Estats Units: Barbara O'Neil, actriu estatunidenca.[56]
- 1981, Milà: Mafalda Favero, soprano italiana (n. 1905).[57]
- 1982 - Nova York (EUA): Ellery Queen és el pseudònim de dos cosins estatunidencs, d'origen jueu, Frederick Dannay (nascut Daniel Nathan, (n. 1905) i Manfred Bennington Lee (nascut Manford (Emanuel) Lepofsky, Nova York, 11 de gener de 1905 – 3 d'abril de 1971), escriptors de literatura policíaca i creadors del personatge que porta el mateix nom que el seu pseudònim.[58]
- 1987 - Buffalo, Nova York (EUA): Morton Feldman, compositor estatunidenc (n. 1926).[59]
- 1991 - La Quinta, Califòrnia: Frank Capra, director de cinema nord-americà d'origen italià, guanyador d'un Oscar (n. 1897).
- 2001 - Massachusetts: Pauline Kael, influent crítica de cinema estatunidenca.[60]
- 2006 - Montoriol: Françoise Claustre, etnòloga i arqueòloga francesa, directora emèrita de recerca del CNRS (n. 1937).[61]
- 2008: 
  - Michael Hammer, enginyer nord-americà, un dels fundadors de la teoria de gestió de la reenginyeria de processos d'empresarials.
  - Levallois-Perret: Françoise Demulder, fotoperiodista de guerra francesa, primera dona a guanyar el WPP of the Year (n. 1947).[62]
- 2013 - Dick Ukeiwé, senador de Nova Caledònia.
- 2017 - Hudson, Nova York, Estats Units: John Ashbery fou un dels poetes estatunidencs més destacats de la segona meitat del segle xx (n. 1927).[63]

## Festes i commemoracions
- Santoral: sants Gregori el Gran, papa; Nonnit de Girona, bisbe; sant Marí de San Marino, fundador de la República de San Marino; Remacle de Stavelot, abat i bisbe; beat Gerard de Tunc, fundador de l'Orde de Sant Joan de Jerusalem i de l'Orde de Sant Llàtzer de Jerusalem; Església Ortodoxa: Tadeu d'Edessa, deixeble.